# LML Sensation
Die LML Sensation ist ein Motorrollermodell des indischen Herstellers LML (Lohia Machinery Limited), das 1996 auf den Markt kam. Mit der Werksschließung im Februar 2006 wurde die Produktion der LML Sensation eingestellt.

## Modellbeschreibung
Die LML Sensation entspricht optisch der Vespa PK XL 2 und kommt ihr auch technisch nahe. Die ebenfalls von LML produzierte LML Pulse basierte ebenfalls auf dem Smallfram-Stahlblechchassis des italienischen Vespa-PK-Modells, unterscheidet sich optisch aber vor allem durch eine abweichende Frontabdeckung vom italienischen Modell.
Die LML Sensation gab es mit gebläsegekühltem 125-cm3-Zweitaktmotor und war auch als ES-Version mit elektrischem Anlasser erhältlich. Der gebläsegekühlte 125-cm3-Einzylinder-Zweitaktmotor hat eine maximale Motorleistung von 4,8 kW bzw. 6,6 PS bei einer Drehzahl von 5.250 min−1. Die Kraftübertragung erfolgt über ein handgeschaltetes 4-Gang-Schaltgetriebe. Das Leergewicht beträgt 94 kg, hinzu kommt ein Tankvermögen von 4,5 l. Die Frischölschmierung erfolgt mit einem Öl-/Benzin-Mischverhältnis von 1:50. Wie auch das Vespa-Modell kamen an beiden Rädern Trommelbremsen zum Einsatz.

## Sonstiges

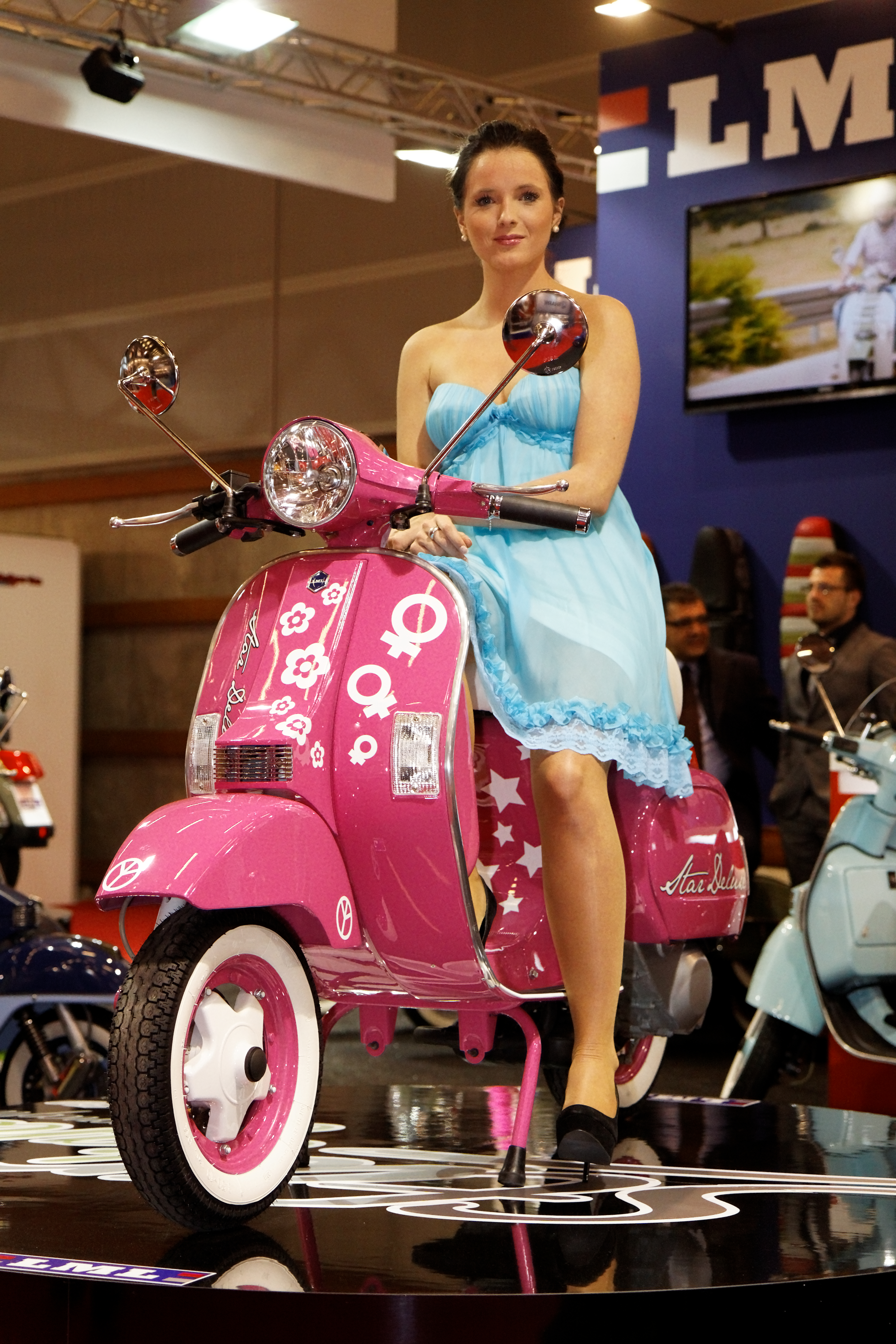
Paris 2011: Präsentation eines Prototyps einer LML Sensation Automatik als „LML Star Deluxe“.

Nach der Wiedereröffnung des LML-Werks konzentrierte man sich zunächst auf die internationale Vermarktung der LML NV-Nachfolgemodelle auf Vespa-PX-Basis, die in Europa unter der Verkaufsbezeichnung LML Star bekannt sind.
2011 wurde von einer Neuauflage der LML Sensation 125 mit Viertaktmotor und Variomaticgetriebe berichtet und im November auf dem Salon de la Moto et du Scooter in Paris eine „LML Star Deluxe“ auf Vespa-PK-Chassis präsentiert. Ein Jahr darauf wurde dann aber auf der EICMA in Mailand die Star 150 4T Automatica auf einem PX-Chassis vorgestellt. Bislang werden laut Website auch nur LML-Roller auf Vespa-PX-Basis als „Star Deluxe“-Sondermodelle vertrieben, seit 2013 auch die 125-cm3-Automatik-Version.